# Badimia
Badimia is een geslacht van korstmossen behorend tot de familie Ramalinaceae. De typesoort is Badimia dimidiata.

## Soorten
Volgens Index Fungorum bevat het geslacht 9 soorten (peildatum januari 2023):
| Soortnaam               | Auteur(s)                  | Publicatiejaar |
| ----------------------- | -------------------------- | -------------- |
| Badimia dimidiata       | (Bab. ex Leight.) Vězda    | 1986           |
| Badimia elixii          | Kalb & Lumbsch             | 2001           |
| Badimia flavocampylidia | W.C. Wang & J.C. Wei       | 2021           |
| Badimia leioplacella    | Papong & Lücking           | 2008           |
| Badimia multiseptata    | Papong & Lücking           | 2011           |
| Badimia pallidula       | (Kremp.) Vězda             | 1986           |
| Badimia polillensis     | (Vain.) Vězda              | 1986           |
| Badimia verrucosa       | (Vězda) Lücking & Vězda    | 2008           |
| Badimia vezdana         | Lücking, Farkas & V. Wirth | 2011           |